# Bruce Wilson
Bruce Alec Wilson (ur. 20 czerwca 1951 w Vancouver) – kanadyjski piłkarz występujący na pozycji obrońcy.

## Kariera klubowa
Karierę piłkarską Bruce Wilson rozpoczął w Vancouver Whitecaps. W latach 1978–1979 w Chicago Sting. W 1980 występował w New York Cosmos. Z New York Cosmos zdobył mistrzostwo NASL w 1980. Ostatnie lata kariery spędził w Toronto Blizzard. W NASL w latach 1974–1984 Wilson rozegrał 299 meczów co daje mu drugie miejsce w historii.

## Kariera reprezentacyjna
W reprezentacji Kanady Bruce Wilson zadebiutował 12 kwietnia 1974 roku w zremisowanym 0-0 towarzyskim meczu z Bermudami w Hamilton. W 1976 i 1977 uczestniczył w przegranych eliminacjach Mistrzostwa Świata 1978. W 1981 uczestniczył w przegranych eliminacjach Mistrzostwa Świata 1982. W 1984 uczestniczył w Igrzyskach Olimpijskich. Na turnieju w Los Angeles wystąpił we wszystkich czterech meczach Jugosławią, Irakiem, Kamerunem i w ćwierćfinale z Brazylią.
W 1985 uczestniczył w zakończonych pierwszym, historycznym awansem eliminacjach Mistrzostwa Świata 1986. Rok później został powołany przez selekcjonera Tony’ego Waitersa do kadry na Mistrzostwa Świata. Tam był podstawowym zawodnikiem i wystąpił we wszystkich trzech meczach z Francją, Węgrami i ZSRR. Mecz z ZSRR był ostatnim Wilsona w reprezentacji. W latach 1974–1986 rozegrał w kadrze narodowej 51 meczów.